# مغامرات حنين
مغامرات حنين (باليابانية: 魔法のプリンセス ミンキー モモ) مسلسل رسوم متحركة ياباني (أنمي) من إنتاج شركة برودكشن ريد وإخراج كونيهيكو يومايا بدأ عرضه الجزء الأول لأول مرة في اليابان في 18 مارس 1982 واستمر حتى 26 مايو 1983.
واما عن الجزء الثاني فبدا في 2 اكتوبر 1991 م واستمر حتى 23 ديسمبر 1991م. تمت دبلجة الجزئين منه بواسطة مركز الزهرة وتم عرضهما في قناة سبيس تون وعلى عدة قنوات عربية أخرى.

## القصة
تدور أحداث المسلسل عن فتاة اسمها حنين، تبلغ من العمر 12 سنة تأتي من كوكب بعيد. يرسلها والداها إلى كوكب الأرض لمساعدة سكانه، وحمايتهم من الأشرار. وتسكن عند إحدى العائلات، ويرافق حنين 3 حيوانات طائر وكلب وقرد. في كل مرة تتحول حنين بواسطة عصا سحرية إلى عدة شخصيات على حسب الموقف الذي تتعرض له لمساعدة الناس من الأشرار. ولدى حنين سيارة طائرة تساعدها في التنقل من مكان إلى آخر.

## الشخصيات
- حنين
- بشار
- زقزوق

وغيرهم

## روابط خارجية
- مغامرات حنين على موقع IMDb (الإنجليزية)
- مغامرات حنين على موقع فيلمافينيتي (الإسبانية)
- مغامرات حنين على موقع كينوبويسك (الروسية)
- مغامرات حنين على موقع قاعدة بيانات الفيلم (الإنجليزية)
- مغامرات حنين على موقع ANN anime (الإنجليزية)